# Casa Museo de Uzeyir Hajibeyov (Shusha)
Casa Museo de Uzeyir Hajibeyov (en azerí: Üzeyir Hacıbəyovun ev-muzeyi) es casa-museo de Uzeyir Hajibeyov, un famoso compositor de Azerbaiyán, en Shusha.

## Historia
La casa fue construida en Shusha en el siglo XIX. La casa museo fue fundada en 1959 con el apoyo de la Academia Nacional de Ciencias de Azerbaiyán, el Museo Estatal de Historia de Azerbaiyán, el Ministerio de Cultura de Azerbaiyán y el Fondo de Música. 
En 1985 UNESCO celebró el centenario de Uzeyir Hajibeyov a nivel internacional en Shusha.
El 8 de mayo de 1992 el museo detuvo su actividad después de la ocupación de Shusha por las fuerzas armenias. Después de la ocupación de la ciudad de Shusha por los armenios, el museo continuó sus actividades en la Casa Museo de Uzeyir Hajibeyov en Bakú.

## Exposición
El museo consta de cuatro habitaciones. La exposición del museo refleja la vida, la creatividad y la actividad pública del compositor. Antes de la ocupación el museo albergaba se encontró alrededor de 1700 exhibiciones.

## Galería
Edificio del museo fue destruido durante la ocupación

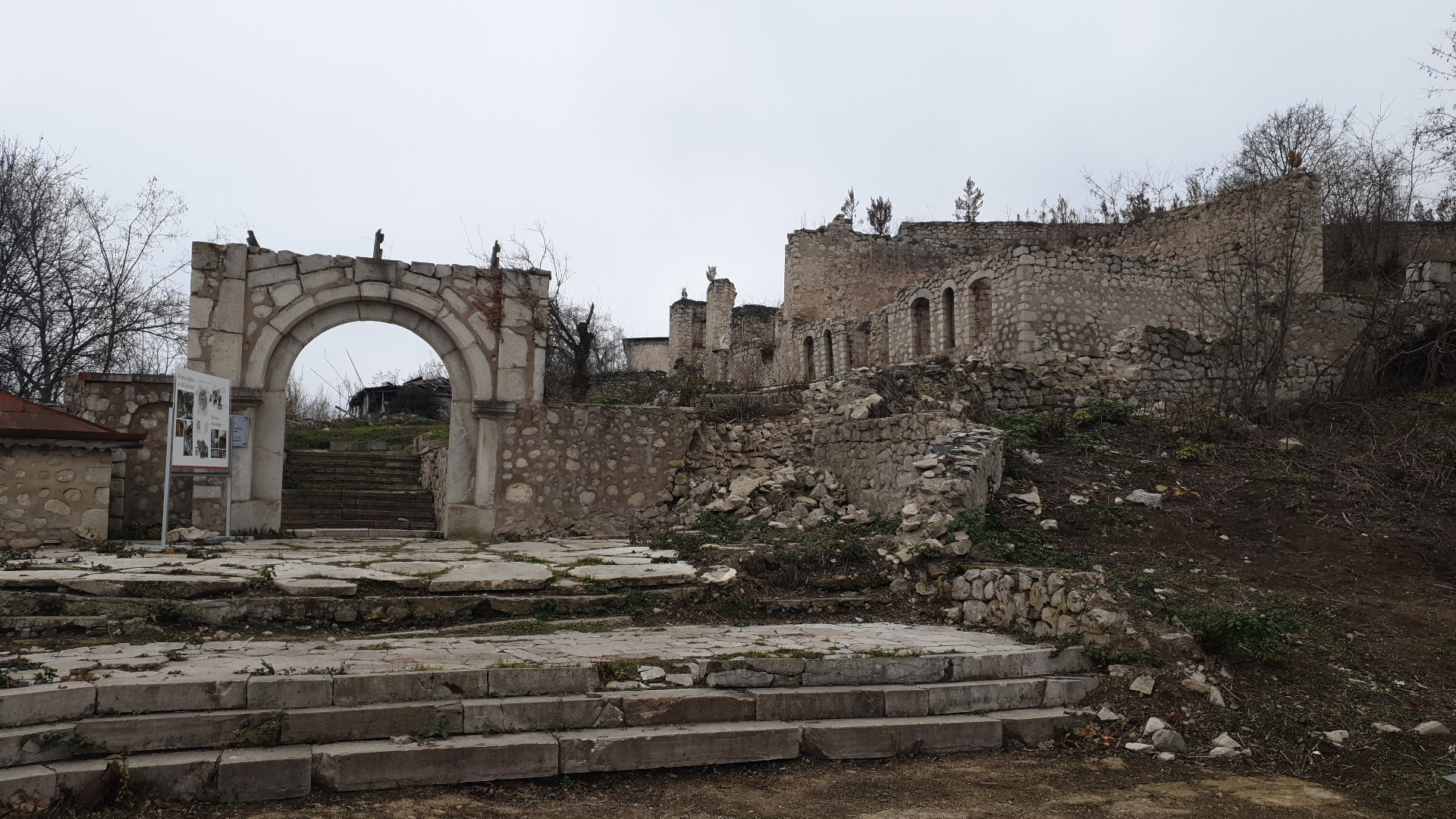
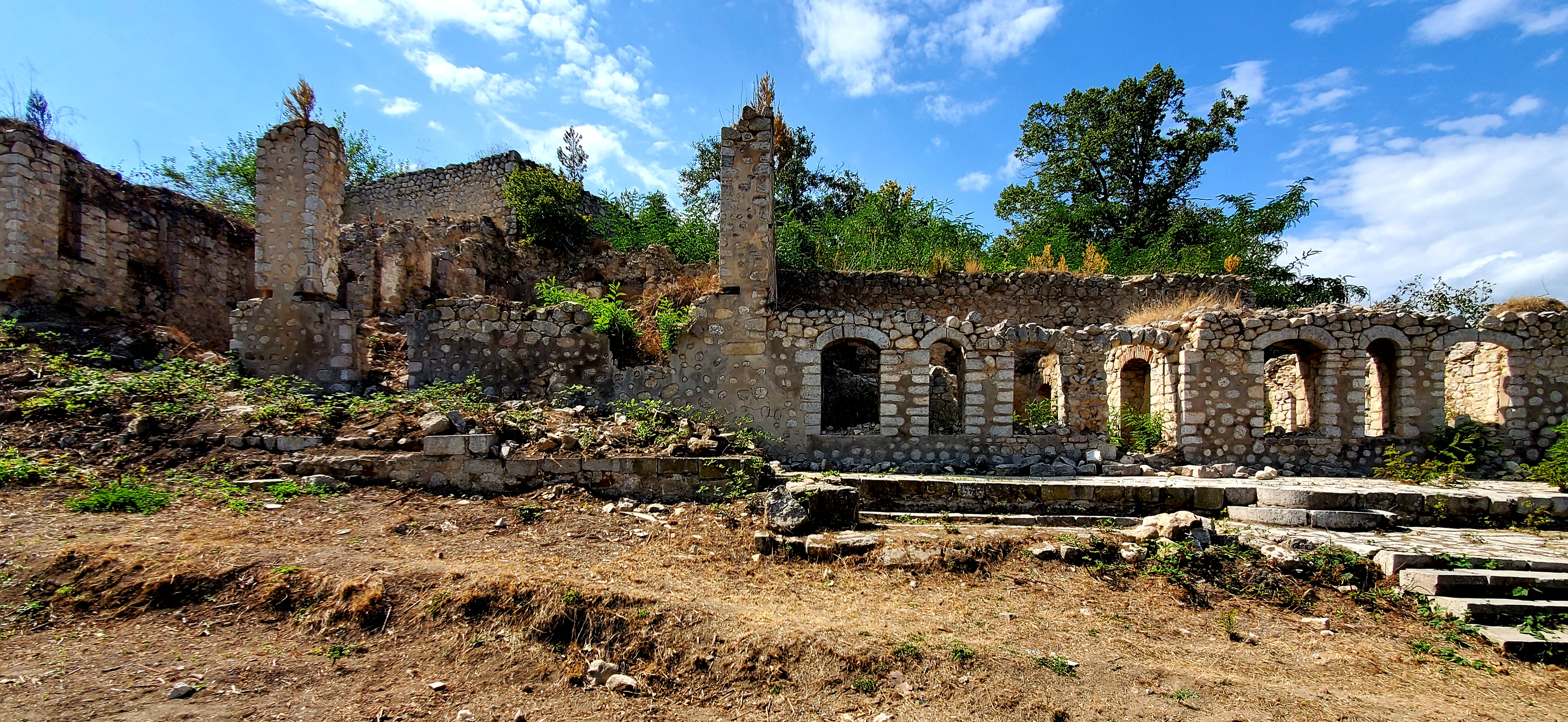
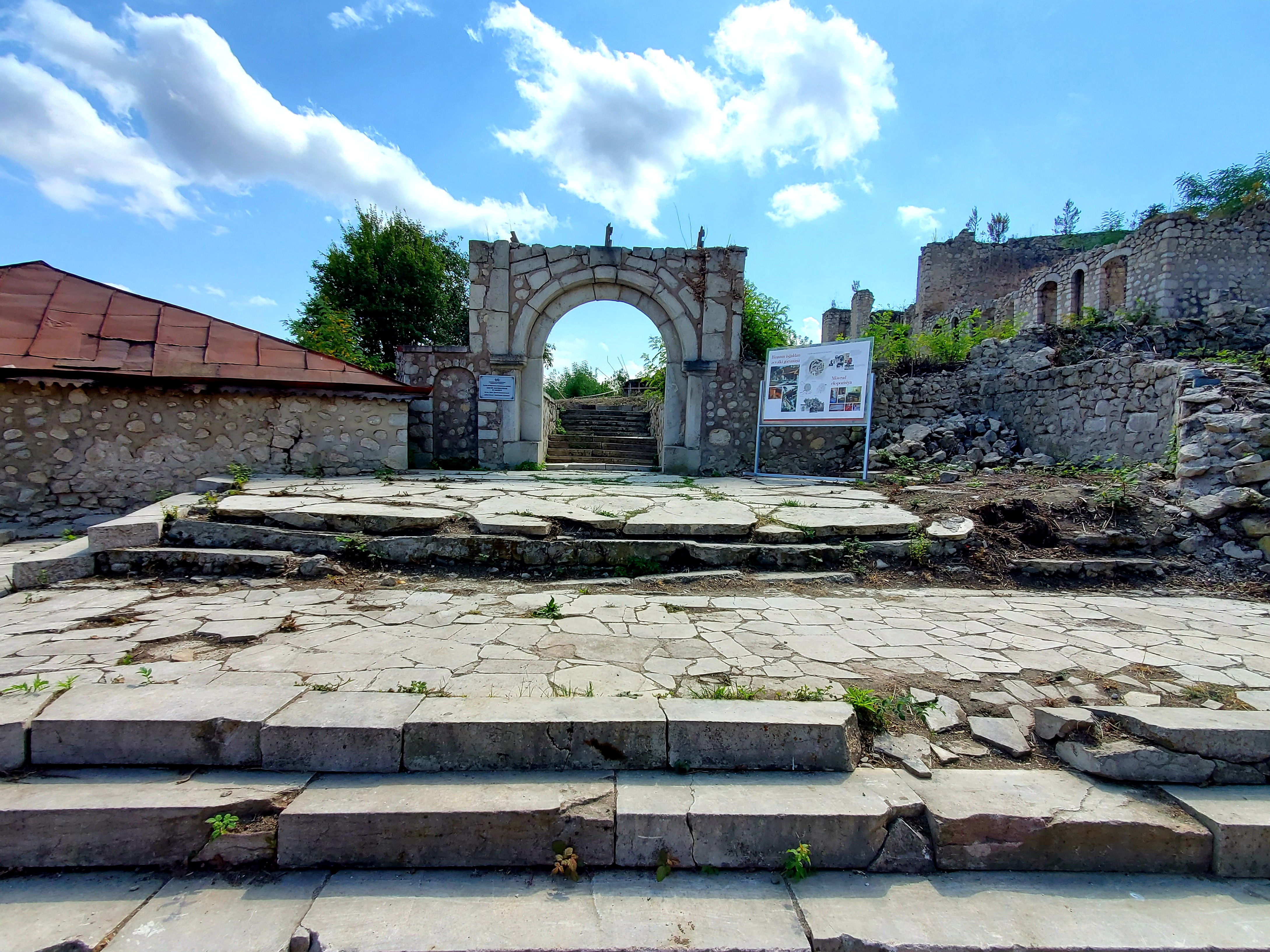
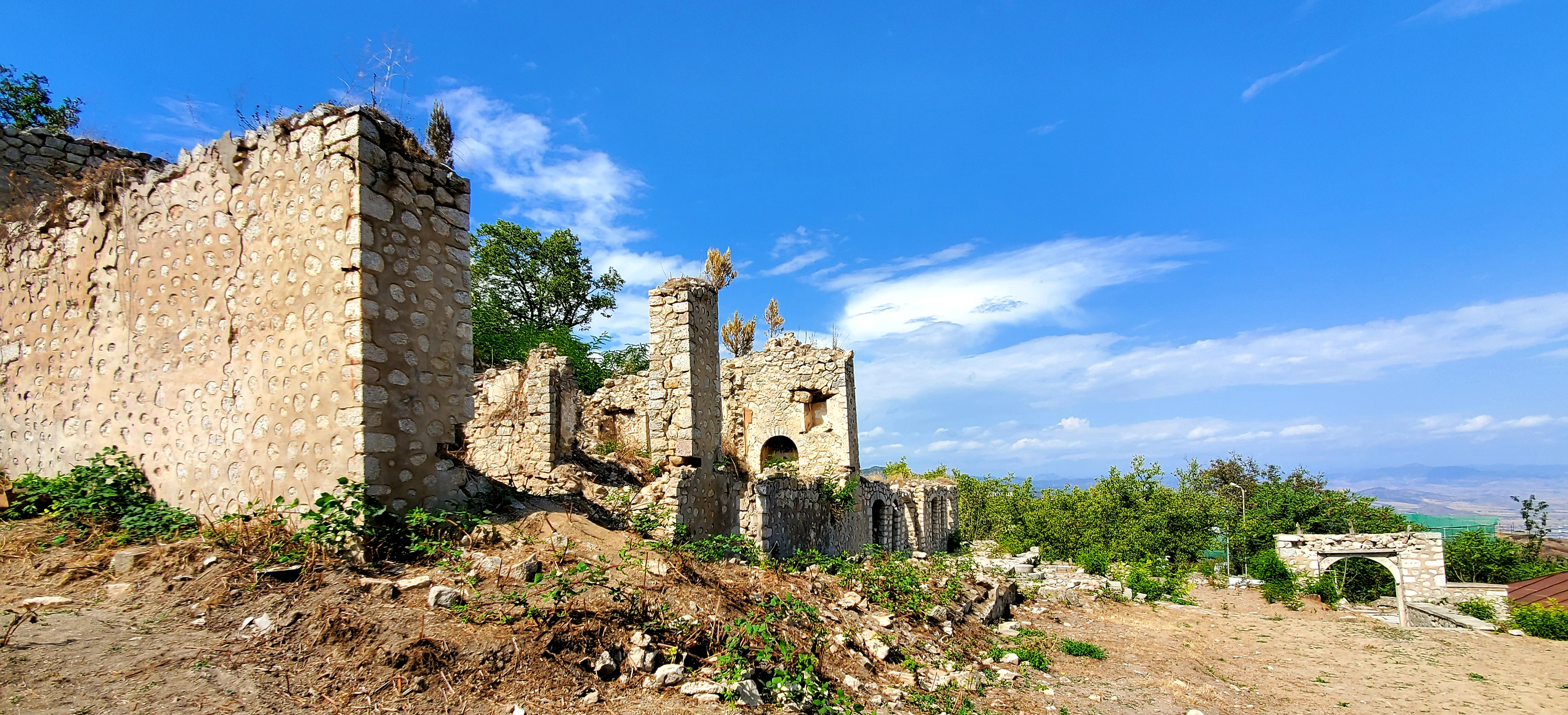
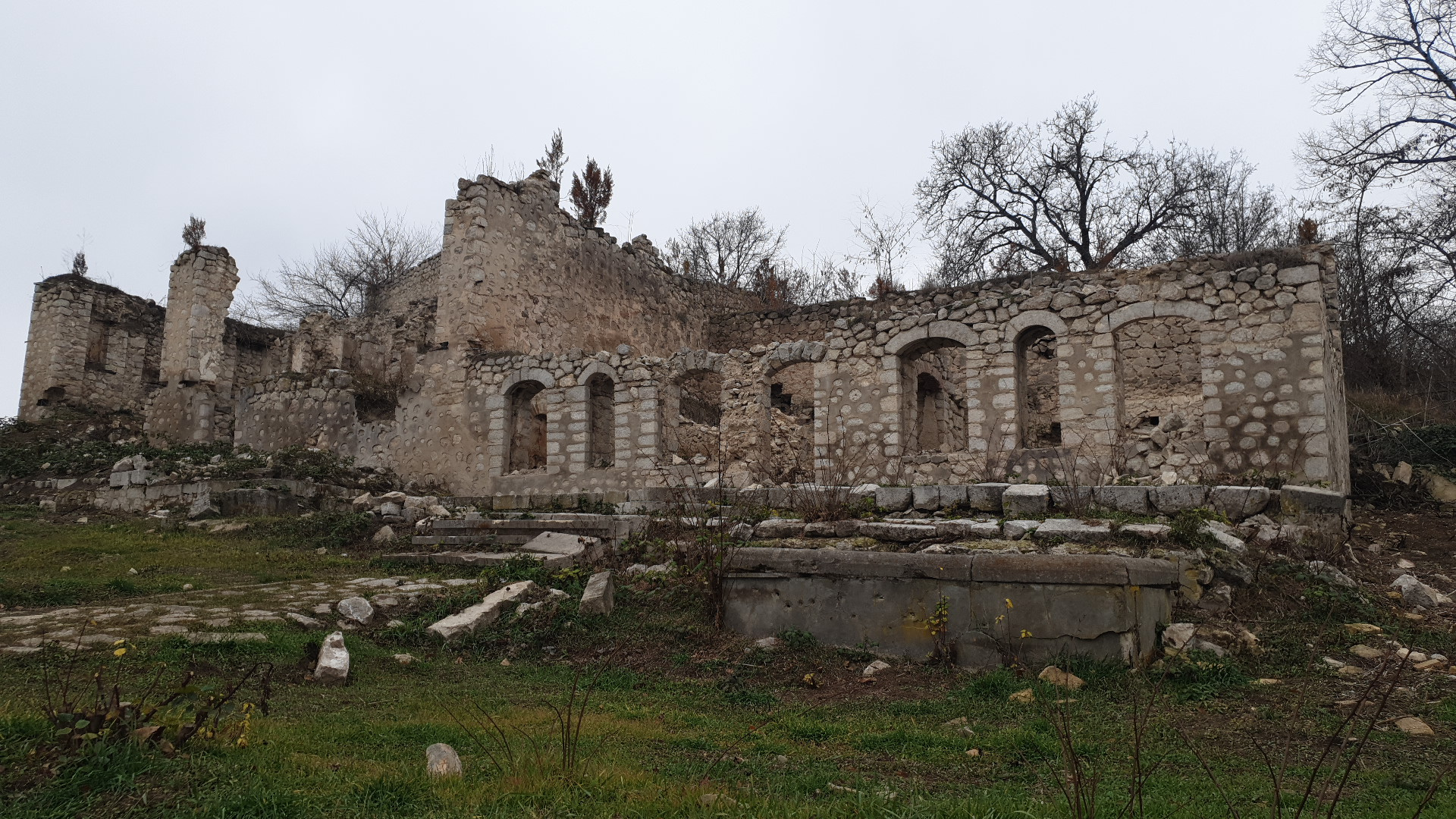
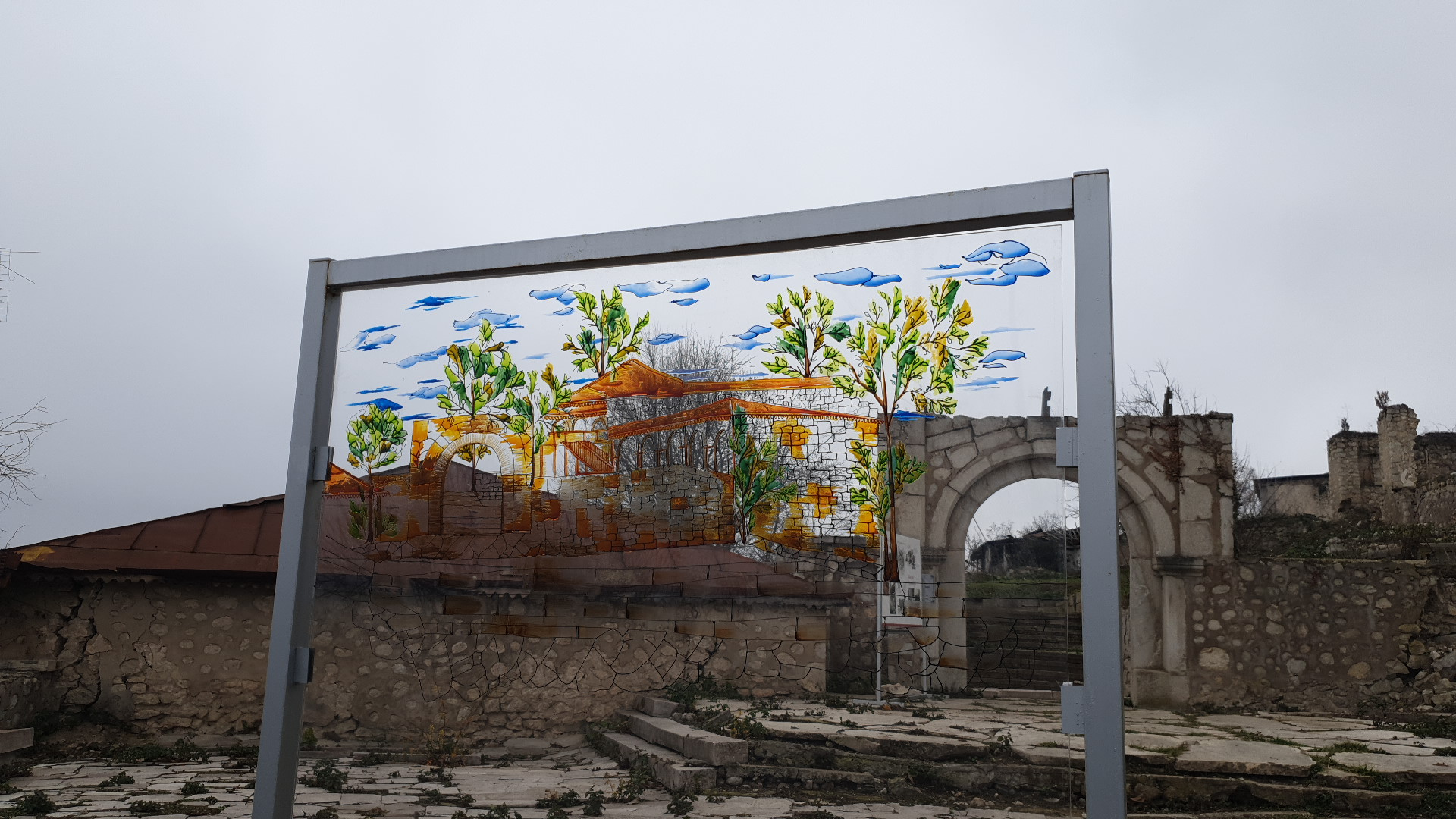
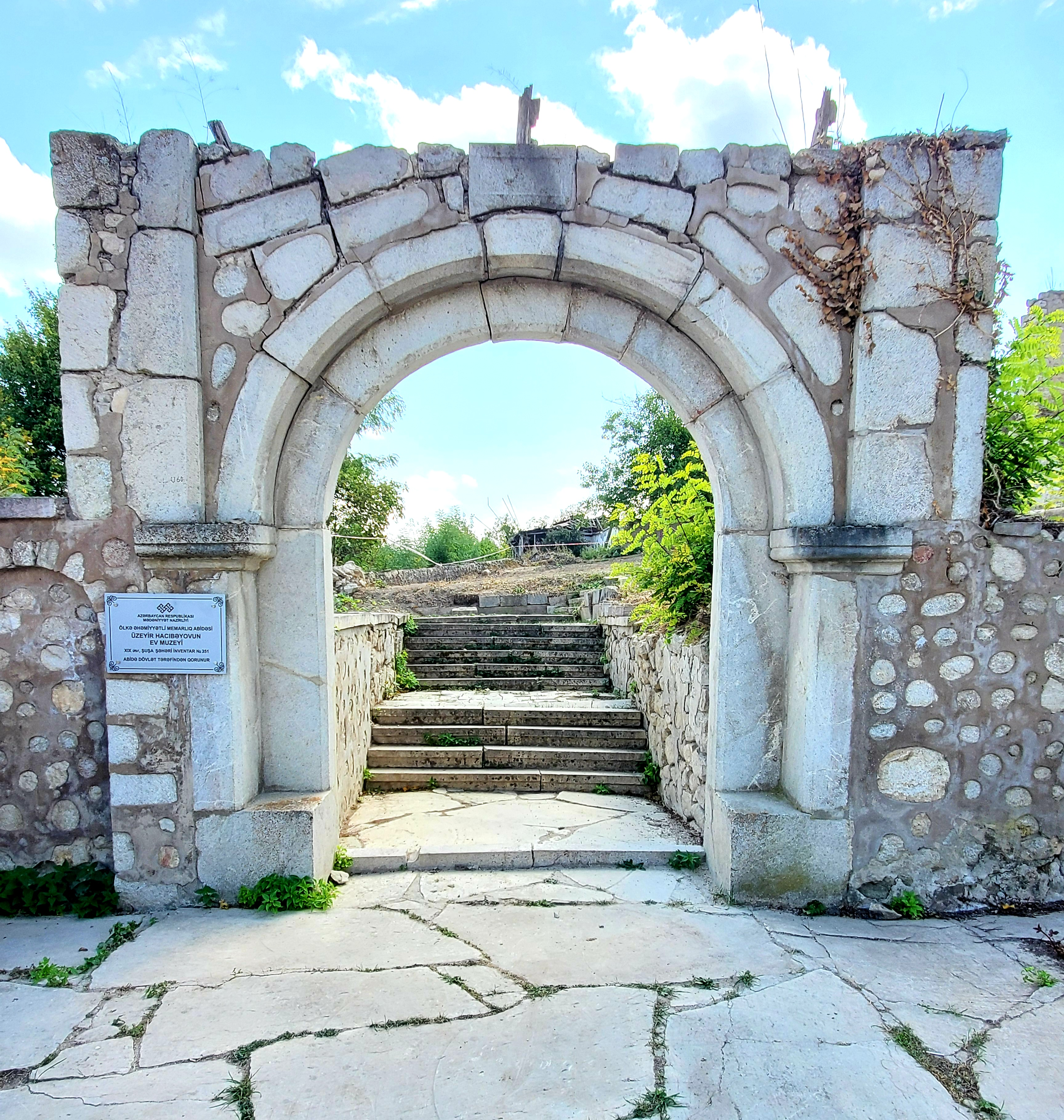
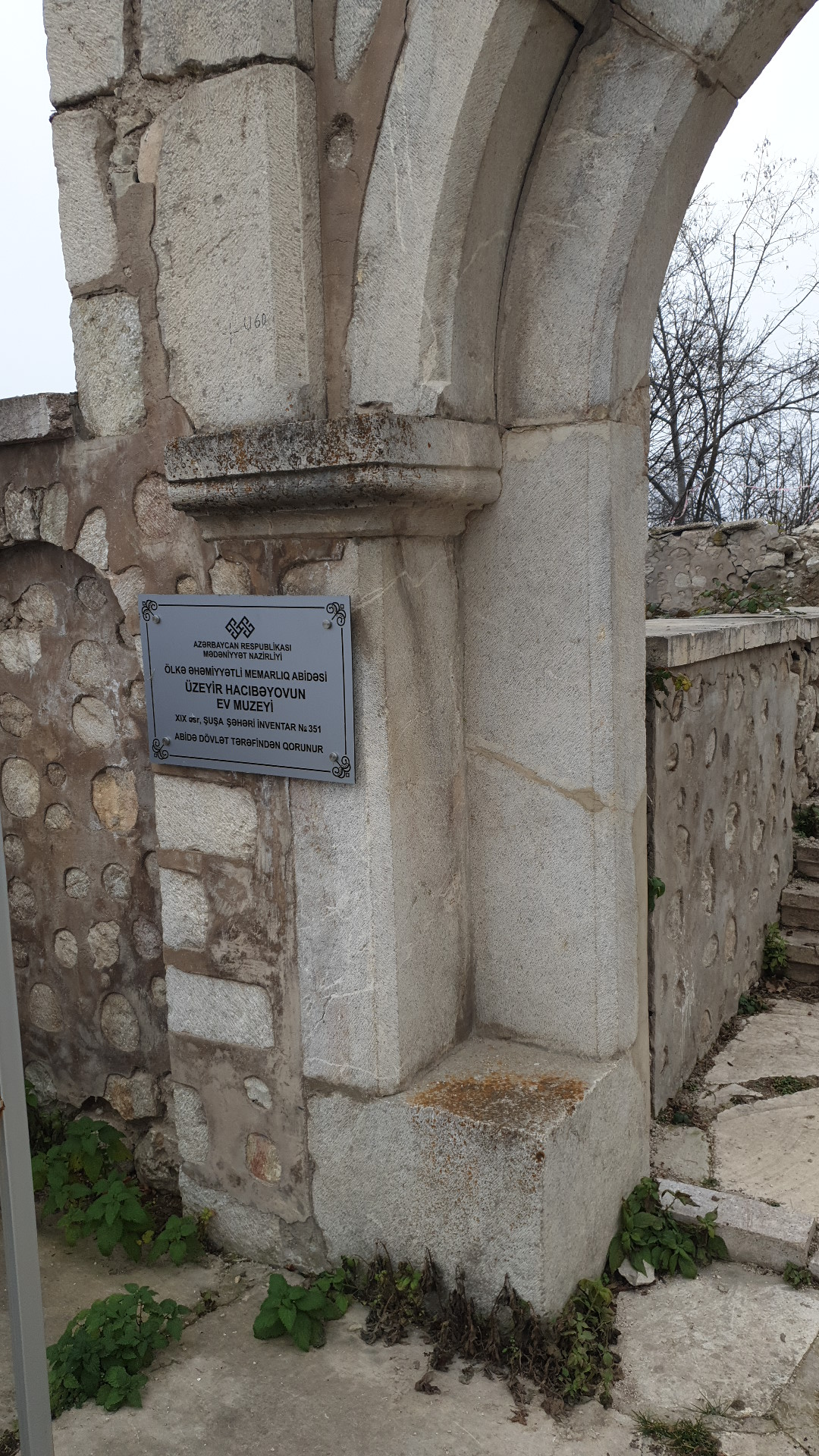